# Hans Nunoo Sarpei
Hans Nunoo Sarpei (Accra, 22 agosto 1998) è un calciatore ghanese, centrocampista del Barockstadt Fulda-Lehnerz.

## Biografia
È nipote di Hans Sarpei, ex calciatore della Nazionale ghanese e di Wolfsburg, Bayer Leverkusen e Schalke 04.

## Caratteristiche tecniche
È un centrocampista difensivo.

## Carriera
Il 5 agosto 2016 viene acquistato dallo Stoccarda, che lo inserisce inizialmente nel proprio settore giovanile. Debutta con la prima squadra il 25 ottobre successivo disputando gli ultimi 10 minuti dell'incontro di DFB-Pokal perso 2-0 contro il Borussia M'gladbach.
Il 5 settembre 2017 viene ceduto in prestito al Senica. Con il club slovacco colleziona 20 presenze in campionato ed al termine della stagione fa rientro allo Stoccarda.
Il 6 ottobre 2018 debutta in Bundesliga disputando l'incontro perso 3-1 contro l'Hannover 96.

## Palmarès
- Campionato tedesco di seconda divisione: 1

Stoccarda: 2016-2017